# Fleurus
Pour les articles homonymes, voir Fleurus (homonymie).
Fleurus (prononcer [flœʁys]  ; en wallon : Fleuru) est une ville francophone de Belgique située en Région wallonne dans la province de Hainaut au nord-est de Charleroi.
Elle compte 22 922 habitants au premier janvier 2025, sa superficie est de 5 948 ha et l'altitude moyenne est de 156 m. La densité est de 385,26 habitants/km2. La commune est située dans l'arrondissement de Charleroi. Fleurus est souvent appelée la « cité des Bernardins ».
Outre la ville de Fleurus, la commune est composée de sept villages : Brye, Heppignies, Lambusart, Saint-Amand, Wagnelée, Wanfercée-Baulet et Wangenies.

## Toponymie
La première mention du toponyme date de 868-869 dans le polyptyque de l'abbaye de Lobbes, sous la forme Fledelciolum ou Flederciolum qui est devenu Fleurjoux (petit Fleurus). Au Xe siècle, dans la Chronique de Waulsort, on trouve Flerus et dans le décret de Notger en 980, Flerosium. On rencontre aussi la forme Flerusium en 1033, latinisation de la forme romane de Flerus. Quant à la Charte des libertés communales de 1155, elle mentionne Flerus et celle de 1247 Fleru.
Le toponyme Fleurus viendrait de Fleder ou Fledera, augmentée du suffixe celtique -aus, qui a donné Flederaus, par contraction Fleeraus, Fleraus, puis plus tard Flerues, Fleruis, Flerus, et finalement Fleurus. En bon latin, le nom de l'entité était Flerosium ou Flerosiensis, mais on trouve aussi notamment Flerucensis, Flerucensium. Ce n'est qu'au XVIIe siècle qu'apparaît le toponyme Fleurus. Antérieurement, c'était généralement Fleruis, Flerues et Fleru qui étaient utilisés ou l'une de ses nombreuses variantes. Le mot celtique Fledera, formé du radical Fled et du suffixe hydronymique -era, affaiblissement de ara, était utilisé pour désigner un cours d'eau. Fledera désignait probablement le ruisseau qui traversait la ville de Fleurus et qui était plus important que de nos jours. Au Moyen Âge, il était appelé li riu, puis li ry, puis le ry et le rieu.

## Géographie

### Sections de la commune
| # | Nom              | Superf. (km²) | Habitants (2020) | Habitants par km² | Code INS |
| - | ---------------- | ------------- | ---------------- | ----------------- | -------- |
| 1 | Fleurus          | 15,16         | 8.047            | 531               | 52021A   |
| 2 | Wanfercée-Baulet | 9,64          | 7.228            | 750               | 52021B   |
| 3 | Lambusart        | 4,54          | 3.082            | 678               | 52021C   |
| 4 | Wangenies        | 3,69          | 1.185            | 321               | 52021D   |
| 5 | Heppignies       | 7,90          | 1.206            | 153               | 52021E   |
| 6 | Saint-Amand      | 10,54         | 1.059            | 100               | 52021F   |
| 7 | Wagnelée         | 3,50          | 896              | 256               | 52021G   |
| 8 | Brye             | 4,51          | 348              | 77                | 52021H   |

### Communes limitrophes
| Les Bons Villers | Villers-la-Ville    | Sombreffe   |
| Charleroi        | Fleurus             | Sambreville |
| Charleroi        | Farciennes Châtelet |             |

### Morphologie urbaine

#### Quartiers et lieux-dits
- Le Campinaire ou le Vieux-Campinaire[7],[8].
- Le baty Jean Charles[9].
- Le monceau du berger[10].
- La terre dite les dix bonniers[11].
- Martinrou[12].
- La closière Lallemand[13].
- La Croix Senzelle (parfois écrit la Croix sans Ailes)[14].
- La Marcelle[15].
- Le bonnier Mercier[16].
- Rabisée[17].
- Berlaimont (le moulin de)[18].
- le Ponceau[19].
- Le pré Saint-Roch[20].
- Le pachis à la herse[20].
- Les stations[21].
- Carroyes[22].
- Le pachis de la Trompette[23].
- Le Dieu de Pitié[24].
- La campagne de Chassart[25].
- La terre du Long Pré[26].
- La Joncquière[27].
- La closière au beurre[28].
- Les écluses[29].
- la campagne des vaux[30].
- Le vivier du petit loup[31].
- La campagne de Massonval[14].
- Tourne en Pierres[32].
- Le champ de Plomcot[33].
- les Champs-Elysées (après 1960)[34].
- Le baty des larrons[35]
- Le champ de Bon-Secours[36].
- Le pachis de l'Ange[37].
- L'Amourette[38].
- La closière du rouge cabut[39].
- Le pachis au puits[40].
- Gofflette[37].
- La campagne de la Queue Delmay[41].
- Fleurjoux[42].
- La chapelle Sainte-Claire[43].
- Champ de Brennet[44].
- Les six mesures de Brennet[45].
- Le faubourg Saint-Bernard[46].
- La terre dite de Sainte-Anne et de Saint-Joseph[47].
- Le pont Saint-Joseph[48].
- La fourche des bans[49].
- Les bans[50].
- Taille-gueule[51].
- La Bôlle ou la Boule[20].
- Le Camp Dandois[40].
- La campagne des Bois[52].
- Le pré des trois saules[53].
- Le gibet des chiens[24].

#### Cité
- Cité de l'Europe.

## Démographie

### Démographie: Avant la fusion des communes
- Source: DGS recensements population

### Démographie: Commune fusionnée
En tenant compte des anciennes communes entraînées dans la fusion de communes de 1977, on peut dresser l'évolution suivante :
Les chiffres des années 1831 à 1970 tiennent compte des chiffres des anciennes communes fusionnées.
- Source: DGS , de 1831 à 1981=recensements population; à partir de 1990 = nombre d'habitants chaque 1 janvier[3]

## Histoire

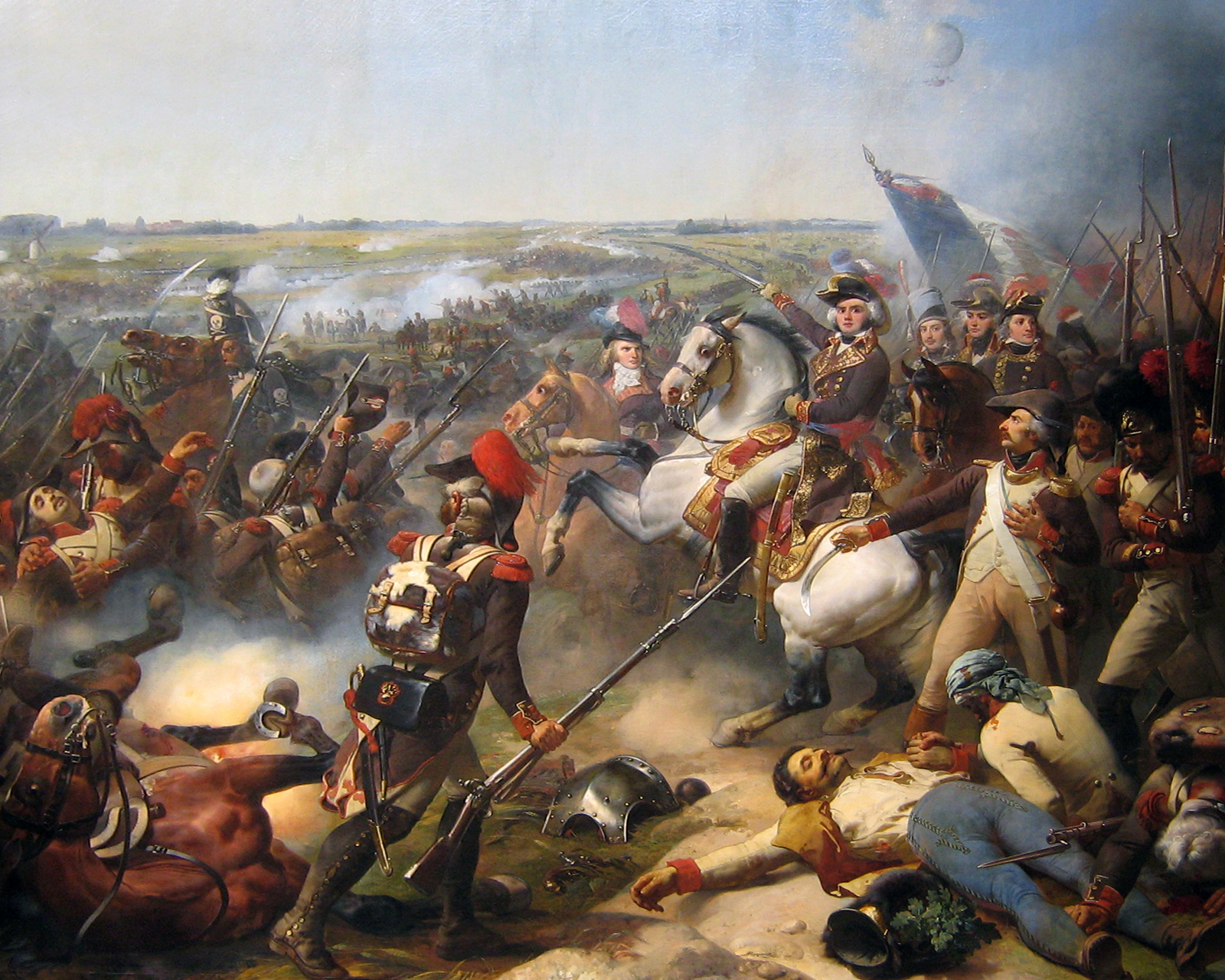
La bataille de Fleurus en 1794

Des traces d'agriculture datant du Néolithique ont été retrouvées, notamment dans les lieux-dits de Fleurjoux et de Neuve Baraque. Sous la domination romaine, grâce à la construction d'une chaussée romaine (la chaussée Brunehaut, reliant Bavay à Cologne), nous retrouvons les premières traces d'activités à Fleurus.
En octobre 1155, Henri l'Aveugle, comte de Namur, affranchit la commune qui devient la ville franche de Fleurus. Henri l'Aveugle possédait le château d'Heppignies. C'est de ce moment-là que date le premier étage de l'église Saint-Victor. Sa Charte fut confirmée en 1247 par Baudouin de Constantinople, et son sceau, au XIVe siècle, « écu au lion à une cotice brochant, accompagnée dans le champ de deux crosses adossées » témoigne de ses appartenances au comté de Namur. En effet, le lion (de sable) à une cotice (de gueules, sur fond d'or) était le blason des comtes de Namur, les crosses rappelant la juridiction et les droits seigneuriaux qu'y possédait le chapitre de Saint-Lambert de Liège, après l'abbaye de Lobbes.

### Les batailles de 1622, 1690 et 1794
Du fait de son emplacement stratégique, la ville fut le théâtre de nombreuses batailles (on en connaît plus de 140, et 31 dévastèrent la ville).
Les plus connues eurent lieu :
- En 1622, pendant la guerre de Trente Ans, le général espagnol Gonzalès de Cordoue livre bataille aux Allemands.

- En 1690, les troupes françaises de Louis XIV, menées par le maréchal de Luxembourg, gagnent contre les troupes hollando-autrichiennes.

- En 1794, une nouvelle bataille a lieu entre Français et Autrichiens, et les Français, sous le commandement du général Jourdan, l'emportent une nouvelle fois[54].

La dernière bataille (de l'époque française) dite de Fleurus a lieu en 1815 à Ligny. C'est en effet de Fleurus que Napoléon Ier emporte sa dernière victoire avant la défaite de Waterloo. La chambre où l'empereur a passé la nuit précédant cette bataille a été reconstituée au Château de la Paix, aujourd'hui siège de l'administration communale fleurusienne.
Les batailles de Fleurus les plus connues sont les plus récentes, il n'en est généralement cité que trois.
Encore pendant les deux guerres mondiales, Fleurus fut le théâtre d'affrontements, mais pas de bataille à proprement parler sauf au Vieux Campinaire où eut lieu une bataille de chars en septembre 1944.

## Armoiries
|  | Blason de Fleurus. Il lui avait originellement octroyé le 14 janvier 1902. Blasonnement : D'or au lion de sable, armé, lampassé et couronné de gueules. - Délibération communale : 4 avril 1977 - Arrêté royal : 2 février 1978 - Moniteur belge : 29 avril 1978 |

## Politique et administration

### Conseil et collège communal 2024-2030
Ci-dessous, le tableau des résultats des élections communales de 2024.
| Parti | Parti                 | Voix (2024) | Voix (2018) | % (2024) | % (2018) | +/-    | Sièges  | +/-  | Collège |
| ----- | --------------------- | ----------- | ----------- | -------- | -------- | ------ | ------- | ---- | ------- |
|       | PTB                   | 1.293       | -           | 10,34%   | -        | 0.0 %  | 2 / 27  | 2.0  | Non     |
|       | MR Fleur"U"           | 2.781       | 5.074       | 22,25%   | 39,85%   | 17.6 % | 7 / 27  | 5.0  | Non     |
|       | Equipe du Bourgmestre | 5.608       | -           | 44,86%   | -        | 0.0 %  | 15 / 27 | 15.0 | Oui     |
|       | CHEZ NOUS             | 510         | -           | 4,08%    | -        | 0.0 %  | 0 / 27  | 0.0  | Non     |
|       | Voix Citoyenne        | 1.445       | -           | 11,56%   | -        | 0.0 %  | 3 / 27  | 3.0  | Non     |
|       | DéFI                  | 356         | 1.316       | 2,85%    | 10,34%   | 7.49 % | 0 / 27  | 2.0  | Non     |
|       | Vert Vous             | 507         | -           | 4,06%    | -        | 0.0 %  | 0 / 27  | 0.0  | Non     |
|       | PS                    | -           | 5.058       | -        | 39,73%   | 0.0 %  | - / 27  | 12.0 | Non     |
|       | AGIR                  | -           | 904         | -        | 7,10%    | 0.0 %  | - / 27  | 1.0  | Non     |
|       | E+                    | -           | 380         | -        | 2,98%    | 0.0 %  | - / 27  | 0.0  | Non     |
| Total | Total                 | 12 500      | 12 732      | 100 %    | 100 %    |        | 27      |      |         |

| Collège communal   |                   |                            |
| ------------------ | ----------------- | -------------------------- |
| Bourgmestre        | Loïc D’Haeyer     | PS - Équipe du Bourgmestre |
| 1er Échevine       | Nathalie Coduti   | PS - Équipe du Bourgmestre |
| 2e Échevine        | Melina Cacciatore | PS - Équipe du Bourgmestre |
| 3e Échevine        | Ornella Iacona    | PS - Équipe du Bourgmestre |
| 4e Échevin         | Fabrice Fontaine  | Équipe du Bourgmestre      |
| 5e Échevin         | Lotoko Yanga      | Équipe du Bourgmestre      |
| Présidente du CPAS | Querby Roty       | Équipe du Bourgmestre      |

### Liste des bourgmestres
- René Borremans, de 1977 à 1983, (PS).
- Pol Calet, de 2001 à 2006, (PS).
- Jean-Luc Borremans, de 2007 à 2018, (PS).
- Loïc D'Haeyer, de 2019 à aujourd'hui (PS).

### Jumelages
| Ville | Ville    | Pays | Pays    | Période                 |
| ----- | -------- | ---- | ------- | ----------------------- |
|       | Couëron  |      | France  | depuis 1997             |
|       | Lugo     |      | Italie  | depuis le 16 mai 2024   |
|       | Wexford, |      | Irlande | depuis le 15 avril 2017 |

Fleurus, Couëron et Wexford constituent un cas de jumelage tripartite.

## Patrimoine et culture

### Patrimoine architectural

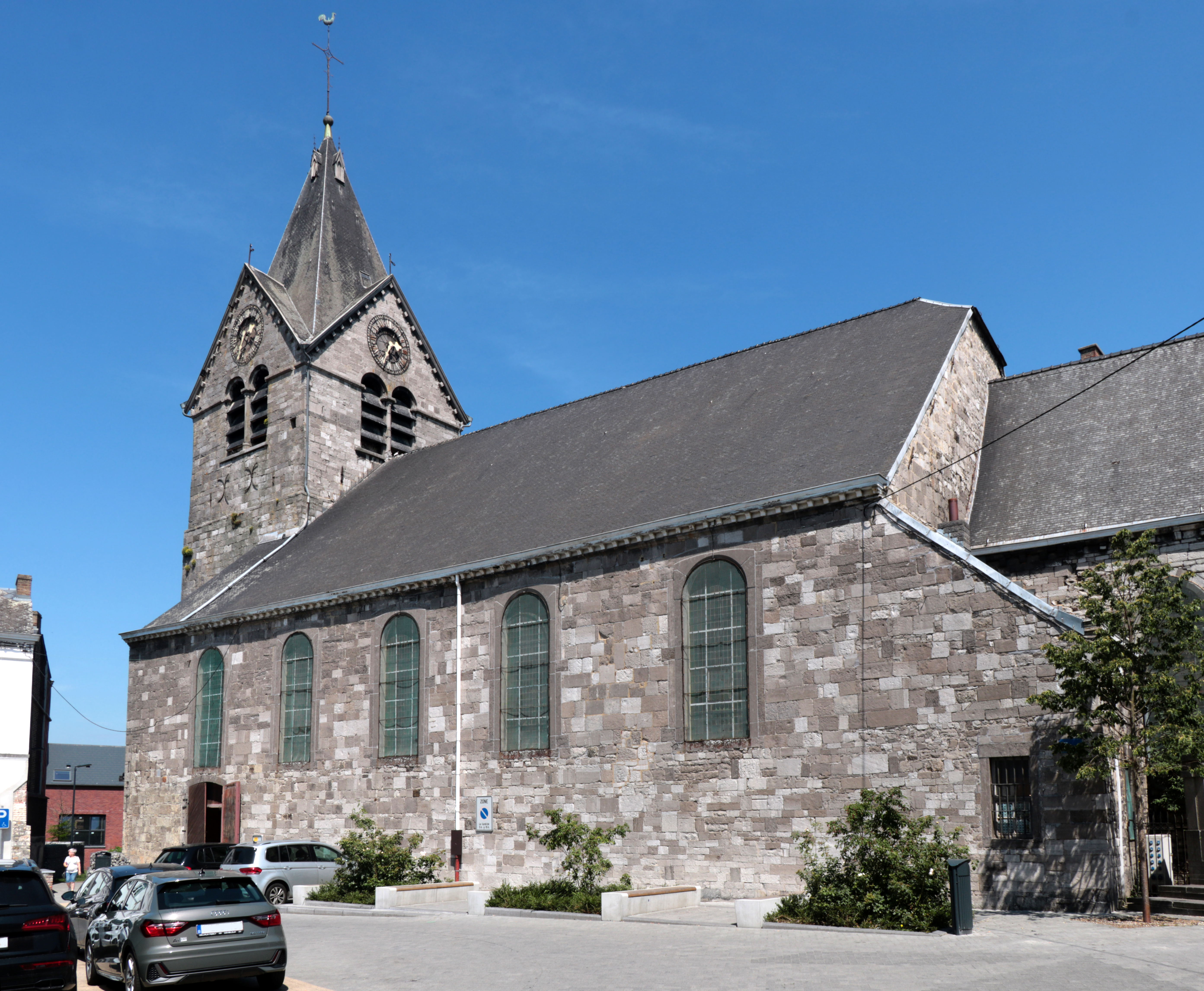
Église Saint-Victor de Fleurus.

- Église Saint-Victor de Fleurus. D'origine romane mais maintes fois remaniée, voire reconstruite principalement au XVIIIe et XIXe siècles[63],[64]. L'église est de style classique (intérieur et extérieur) et gothique pour le chœur.
- Corps d'entrée de l'ancienne abbaye de Soleimont. Construit en briques et en moellons de grès datés des XVIe siècle[65].
- L'ancien hôtel de ville. Les plans furent dressés par l'architecte Alexandre Simon en novembre 1902. En séance du conseil communal du 27 janvier 1903, ceux-ci furent approuvés. Les travaux furent réalisés par Joseph Fichefet, entrepreneur de Fleurus. Ils furent réceptionnés définitivement en octobre 1905[66]. En raison du manque de place, une partie de l'administration a déménagé au château de la Paix en 1982.
- Bâtiment dit « Au Coq d'Or », place Albert 1er. Daté de 1834, érigé pour les besoins de l'administration communale, celle-ci l'utilisa jusqu'en 1871[67].
- Institut supérieur catholique (Institut Notre-Dame). Aménagé depuis 1912 au départ d'un édifice nommé château Zualart et qui appartenait à la famille de Crawhez[68].
- Ancien moulin Naveau. Il fut probablement érigé entre 1798 et 1800 le long de la chaussée de Charleroi récemment construite. Au matin de la bataille de Ligny le 16 juin 1815, Napoléon monta en  haut du moulin, accompagné de l'arpenteur géomètre François Simon de Fleurus, pour se faire expliquer la toponymie des positions occupées par les troupes prussiennes[69].
- École communale (actuellement la maison des jeunes « L'Alternative »). Bâtie en 1879 dans un style baroque flamand[70].
- Ancienne ferme de Martinrou. Remontant au XVIIe siècle[70].
- Chapelle Notre-Dame de Martinrou. À l'emplacement d'une chapelle du XVIe siècle dédiée à saint Pierre, petit oratoire moderne de 1938 restaurée en 1946[70].
- Église Saint-Joseph (Le Vieux Campinaire). Construite en 1911 d'inspiration néo-romane[71]. L'abbé C. Bivort réussit à faire démembrer la paroisse Saint-Victor pour constituer la paroisse Saint-Joseph du Campinaire. Celle-ci fut délimitée par acte du 24 juin 1901 par l'évêché de Tournai. L'autorité communale reconnut cette paroisse et l'arrêté royal du 22 août 1901 parut dans le Moniteur du 30 du même mois[72].
- Nouvelle abbaye de Soleimont. Construite sur les plans de l'architecte Franz Laurent en 1971-1972[73].
- Ancienne ferme de la Tourette, ayant appartenu à la famille de Montaigle ainsi que l'atteste la pierre armoriée placée au-dessus de la porte d'entrée du logis[70].
- Chapelle Sainte-Anne. Oratoire construit en briques et moellons calcaires construit au début du XVIIe siècle et remanié après la Révolution française tout au long du XIXe siècle et en 1937[74].

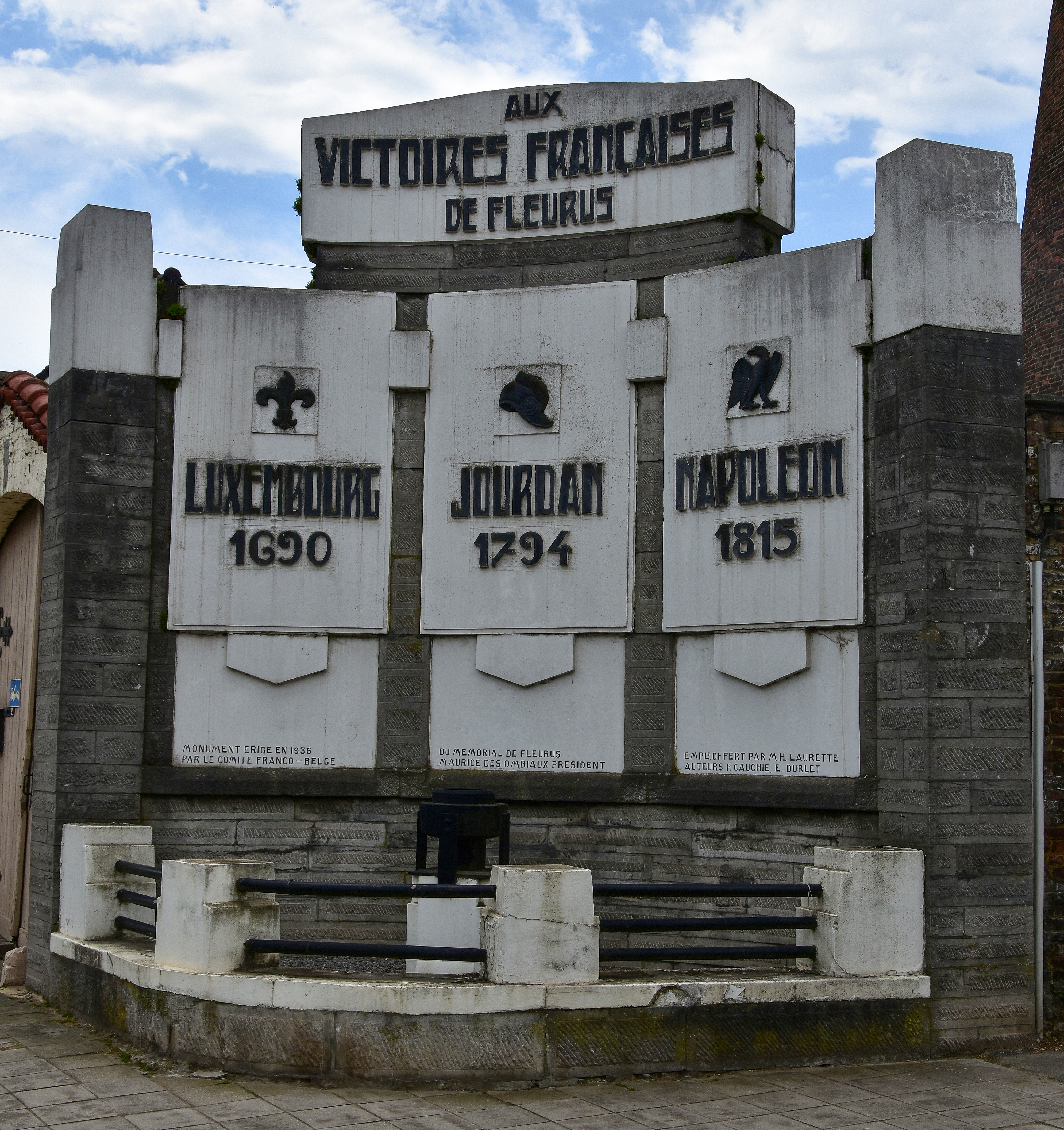
Monument "Aux victoires françaises".

- Monument "Aux victoires françaises".Château de la Paix. De style classique de la fin du XVIIIe siècle[75]. L'empereur Napoléon 1er y passa la nuit du 16 au 17 juin après la bataille de Ligny[76]. Aujourd'hui le château est devenu l'hôtel de ville de Fleurus.
- Ferme de la Paix, dite aussi Grande Cense (XVIIe siècle)[77].
- Chapelle Saint-Roch et Saint-Quirin. Construite en 1634 en l'honneur de Saint-Roch et Quirin a cause des épidémies de peste qui sévirent dans la région en 1625 et 1628 et restaurée en 1895 et 1918[77],[78].
- Château d'eau de type champignon, bâti en 1983 en béton situé à la route du Vieux Campinaire[73].

### Monuments
- Monument « Aux victoires françaises de Fleurus ». Inauguré en 1936[79]. Il se situe au pied du Moulin Naveau.
- Monument « À nos héros 1914-1918 et 1940-1945 ». situé entre la sacristie et le chœur de l'église fut inauguré le 29 aout 1937. Il honore les volontaires fleurusiens de 1830 et les combattants de 1914 - 1918[80]. Les listes gravées de ces combattants se trouvent dans le hall d'entrée de l'ancien hôtel de ville. Les dates 1940 - 1945 furent ajoutées après la seconde guerre mondiale.

### Culture et folklore

#### Bernardins
Les bernardins, biscuits typiques de Fleurus, sont semblables à des macarons avec amandes . Ils furent créés par le pâtissier Félix Close (1812 -1884).  Son beau-fils, Jean Baptiste Ledrut, fit déposer le 10 septembre 1885, le secret de fabrication et la marque « Sans pareils » au greffe du tribunal de Charleroi. Depuis la fermeture de la dernière boulangerie pâtisserie détenant le secret de leur confection, ils sont devenus que trop rarement disponibles.

#### Cavalcade de Fleurus
La cavalcade de Fleurus est un festival folklorique international qui se tient annuellement à Pâques. Organisée par quatre sociétés de Gilles, une vingtaine de groupes de danse et de musique paradent dans les rues du bourg.C’est au mardi gras de l’année 1859, que fut organisée la première cavalcade qui attira une masse de curieux de tous les environs. En 1860, le cortège carnavalesque fut organisé à la mi-carême, avec feu d'artifice et bal dans divers établissements.

Cavalcade de 2019.
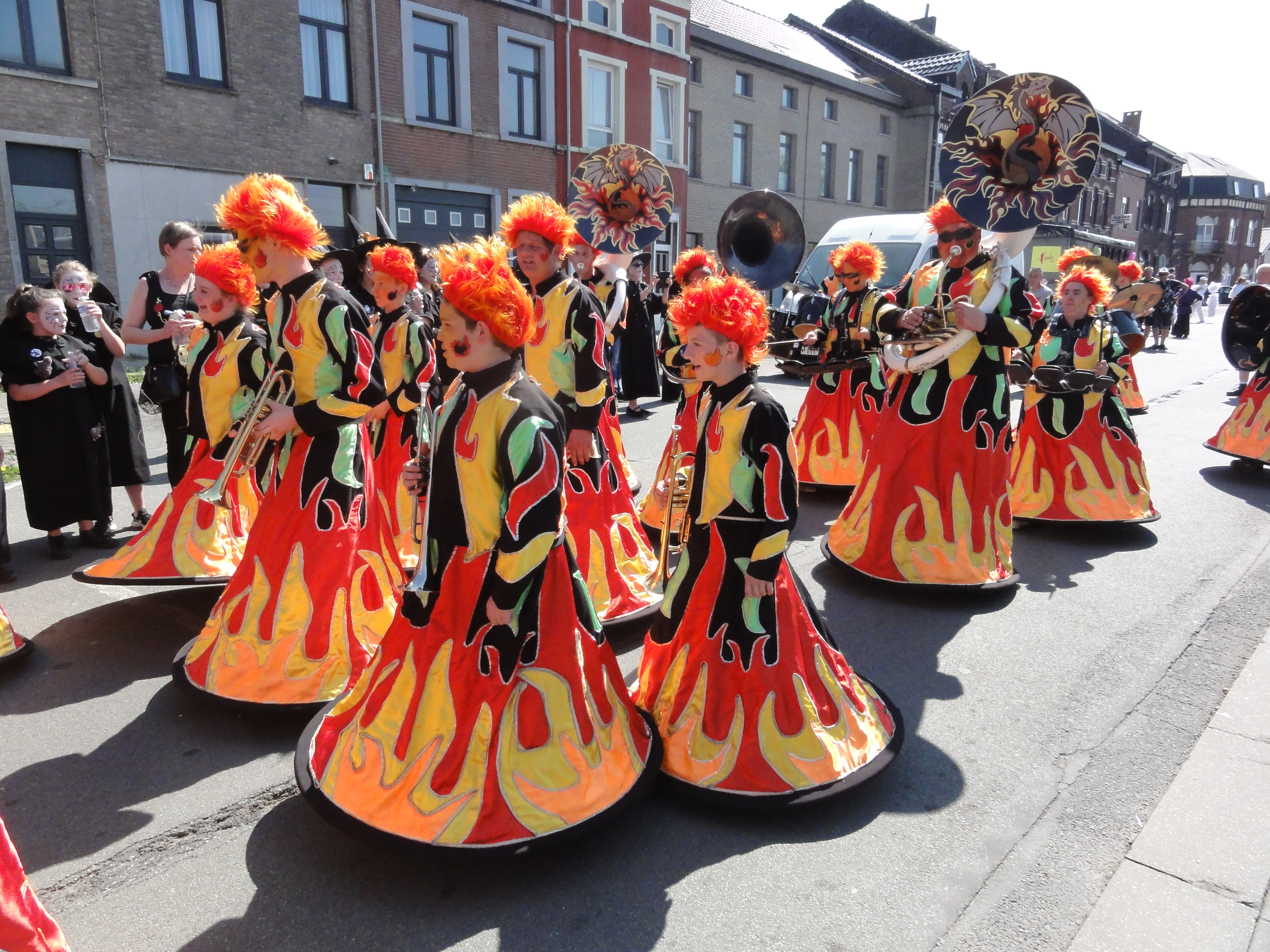
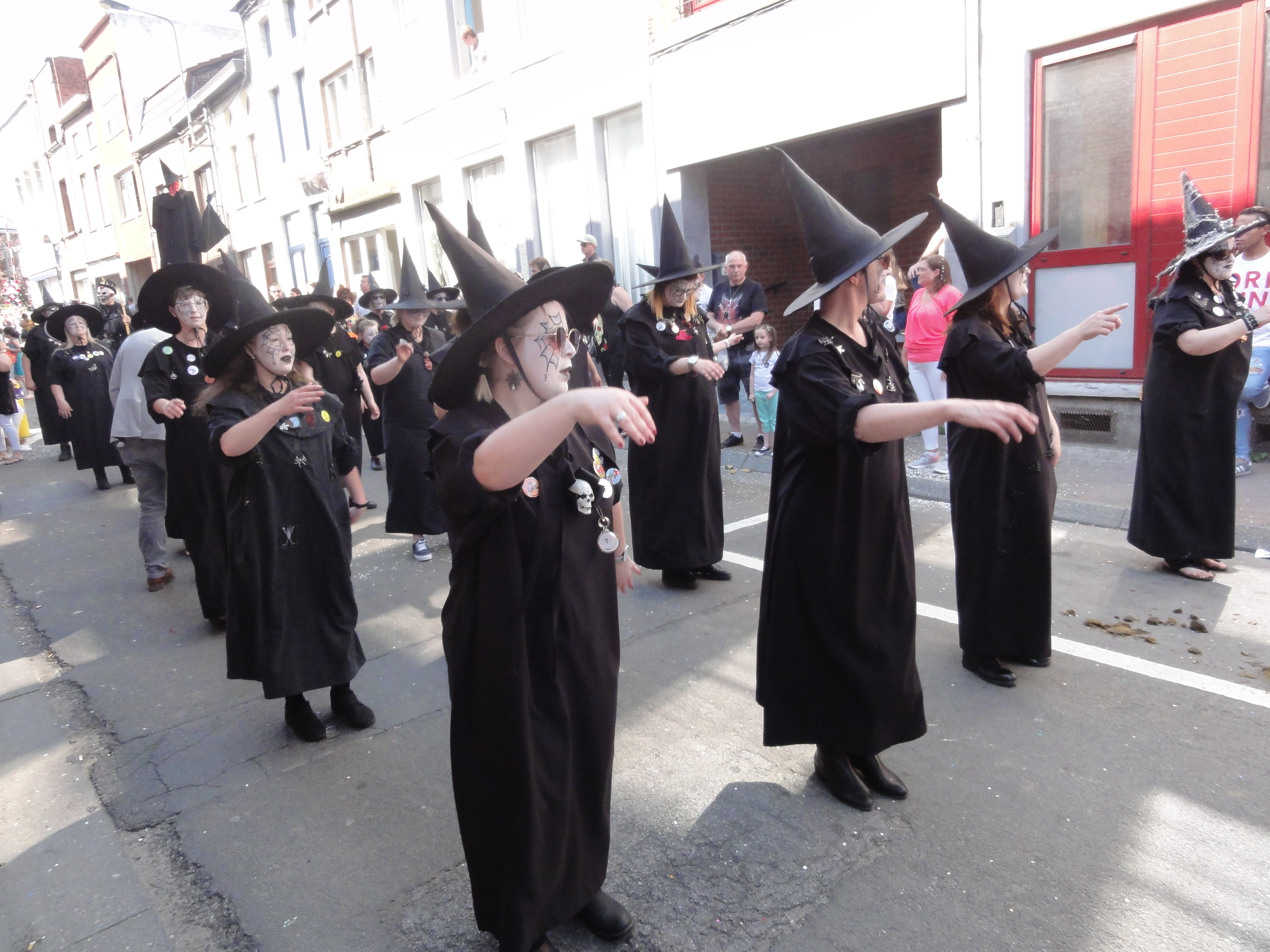
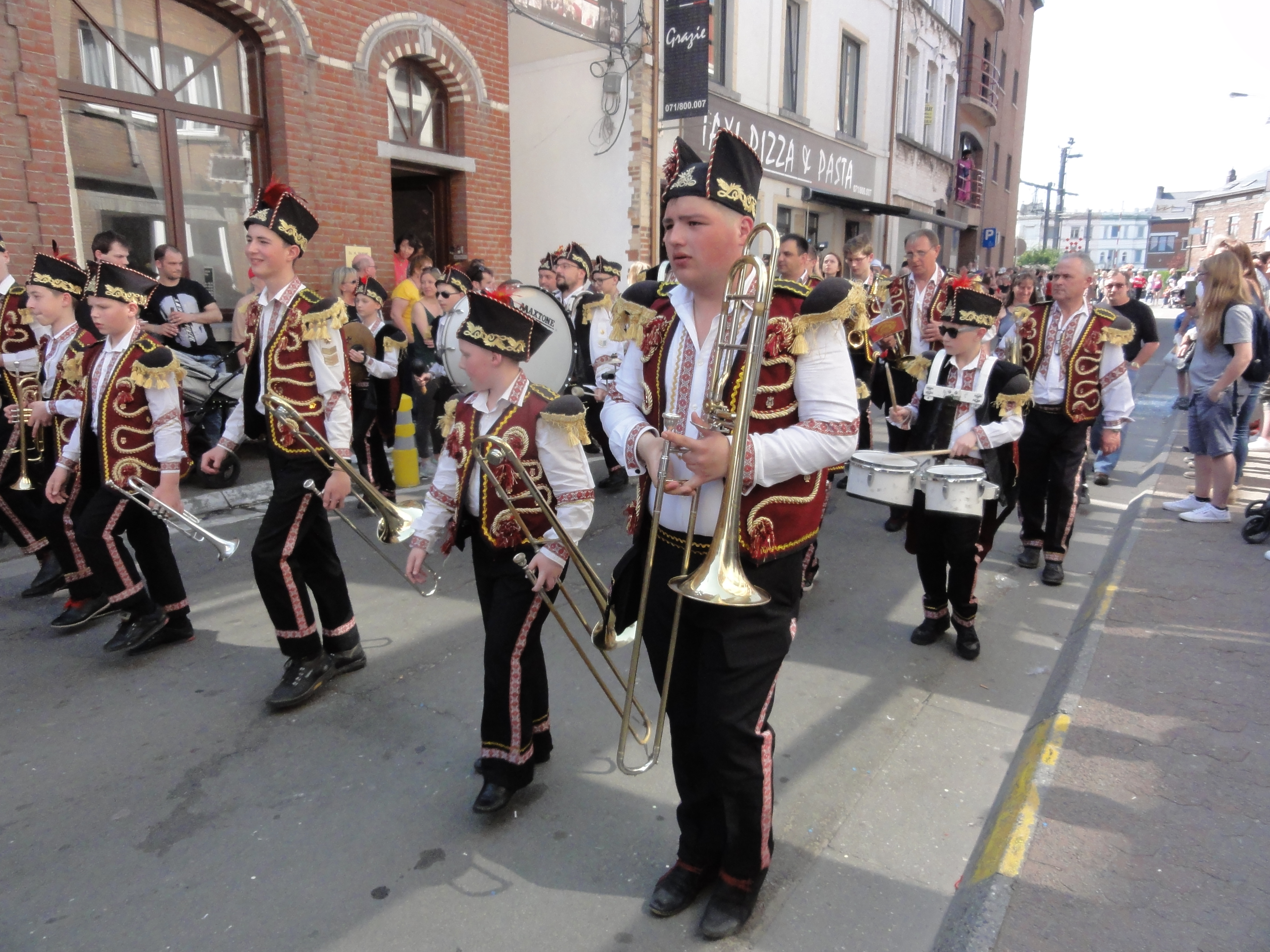
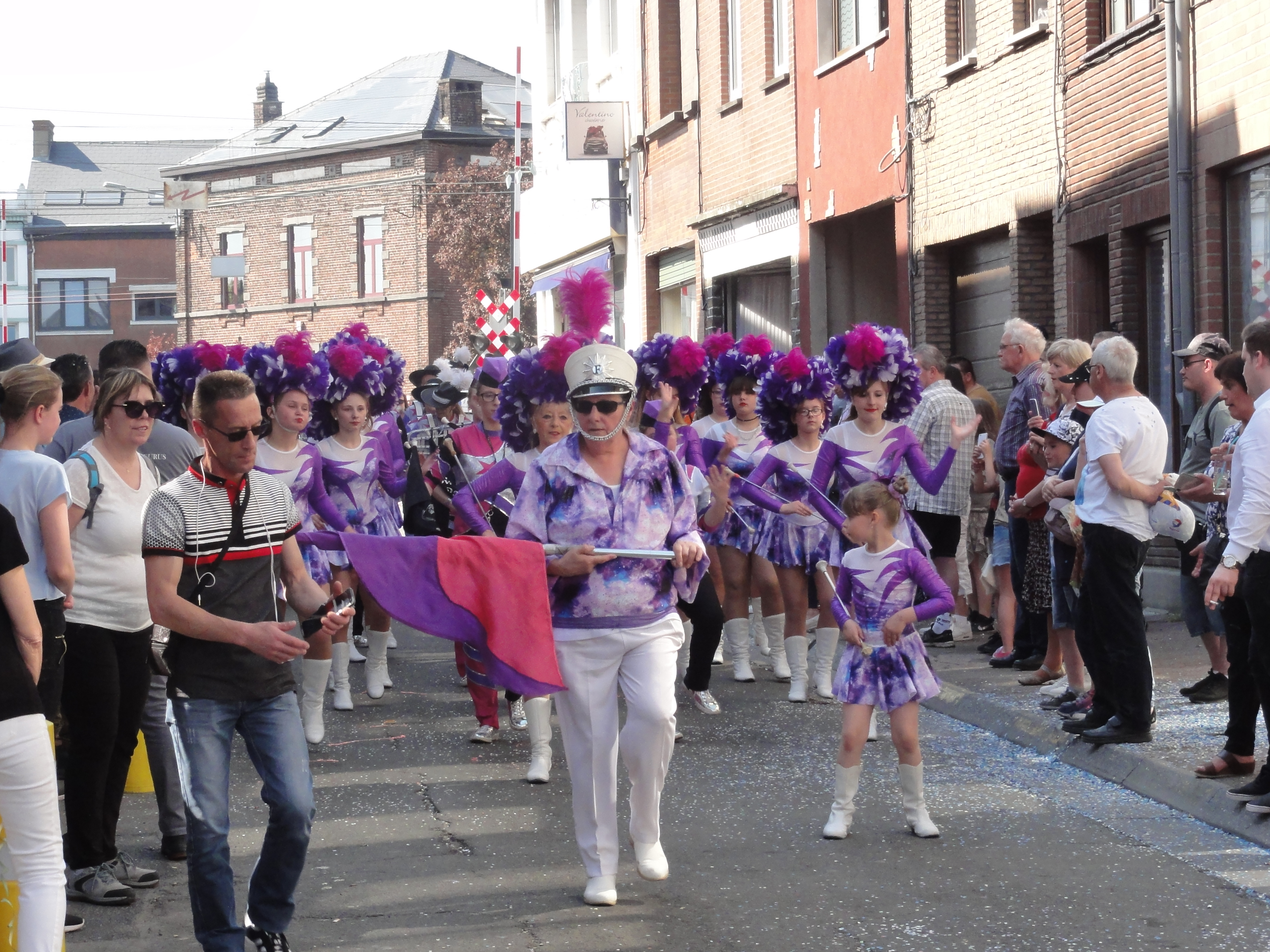
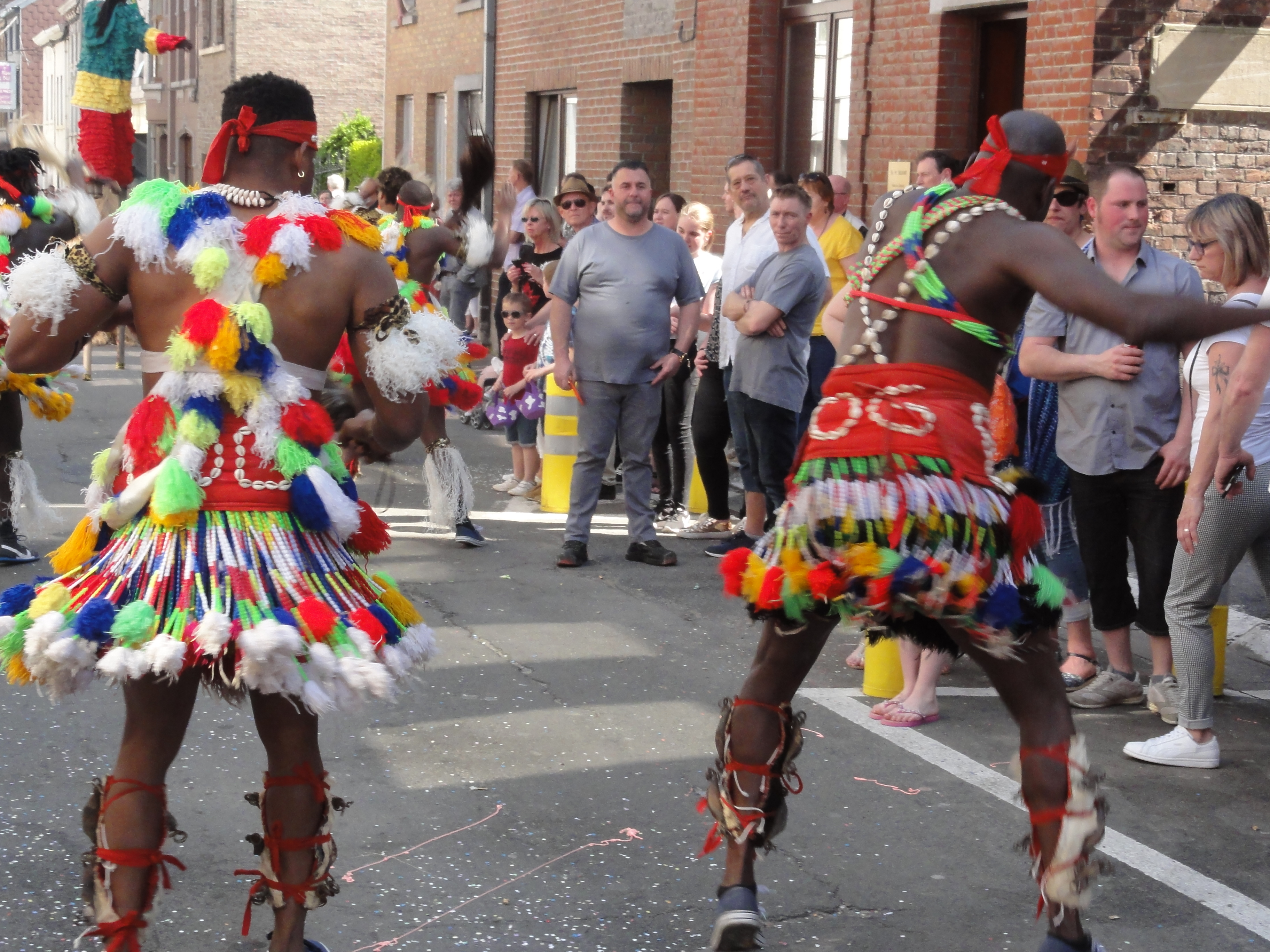
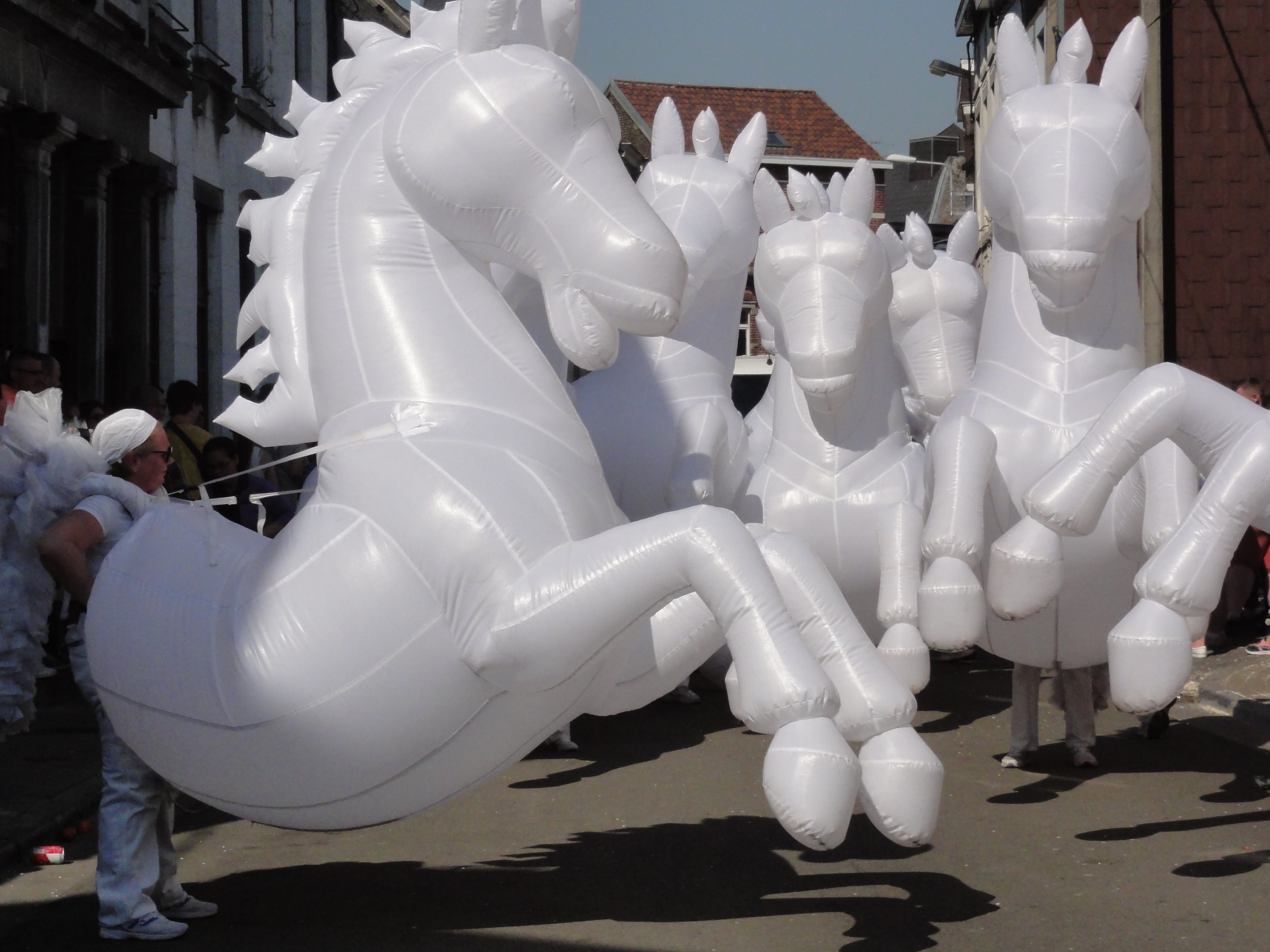

#### Henri Pétrez
Henri Pétrez (wa), un des plus grands auteurs wallons du XXe siècle, né et mort à Fleurus, est connu pour ses cinq recueils de fables, les « Fauves du Baron d' Fleûru », écrites sous un pseudonyme (Baron d' Fleûru) qui était le sobriquet de sa maman, Cicîle du Baron. Il a également publié ses souvenirs dans un ouvrage intitulé « Fleûru dins m' vikérîye ».
Son tombeau, dans le cimetière de Fleurus, porte la maxime suivante : « Passant, eûchîz ène pinséye an walon » (Passant, ayez une pensée en wallon).

## Galerie

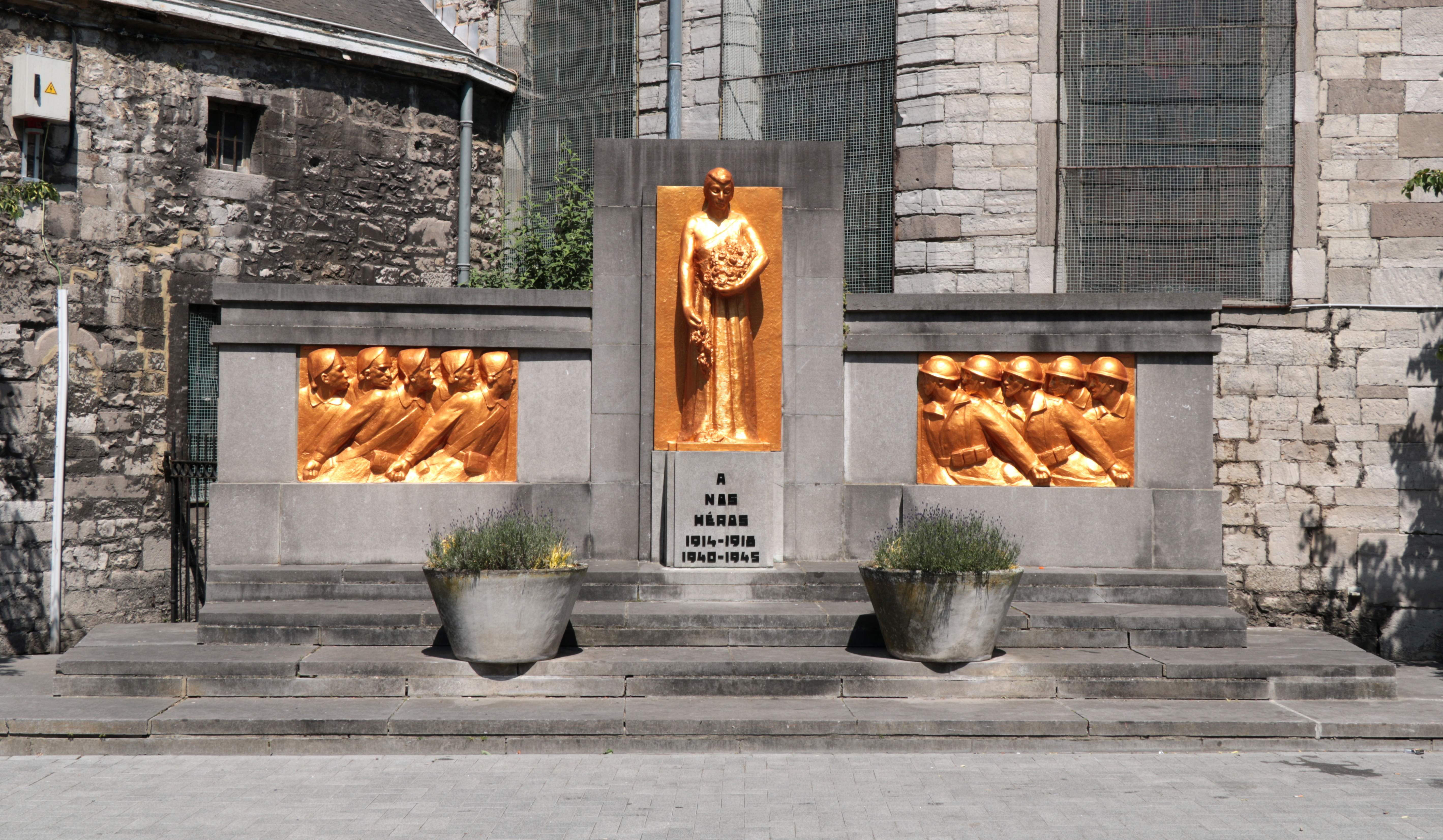
Monument aux morts des deux guerres mondiales.
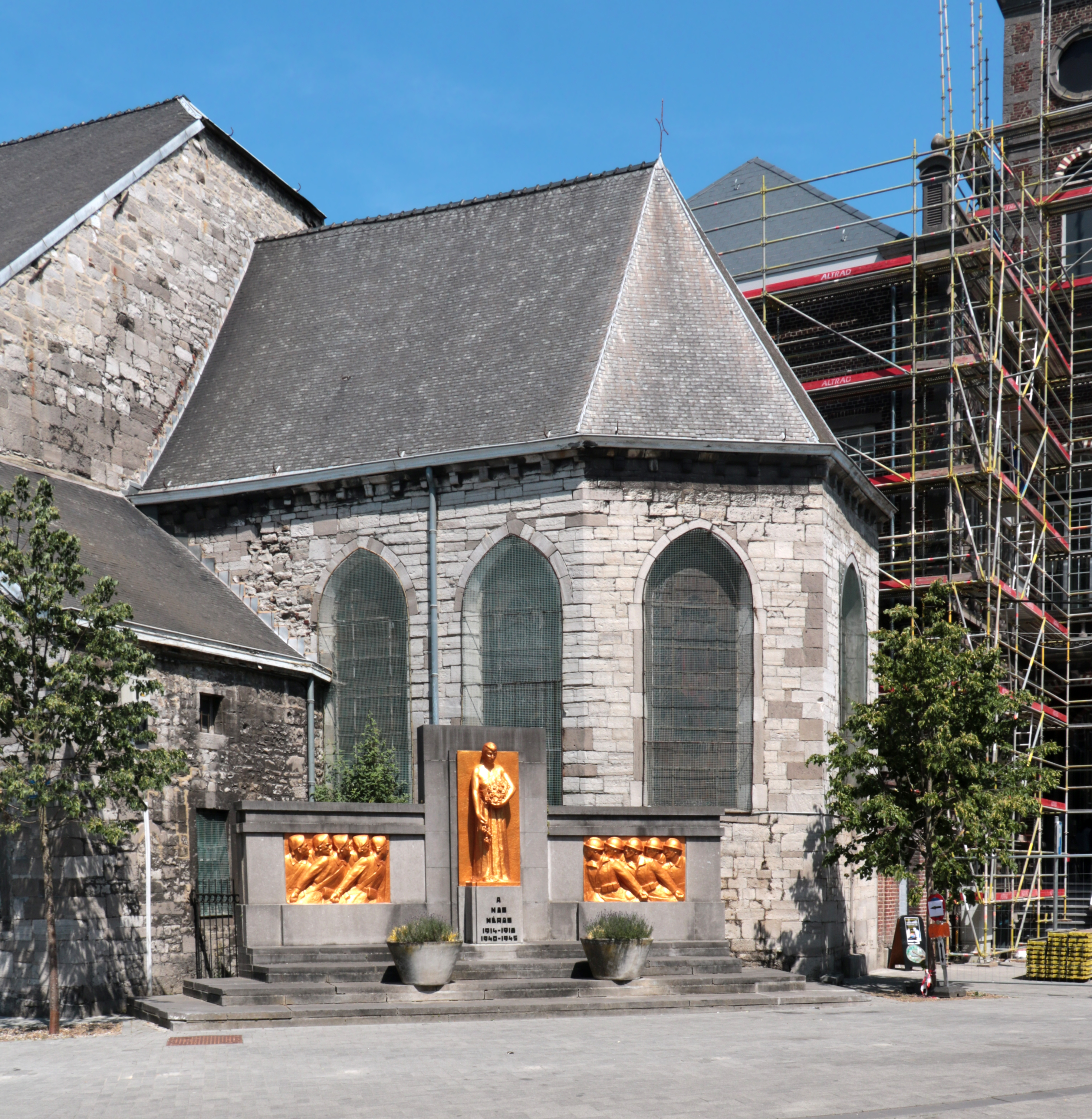
Le chœur de l'église Saint-Victor.
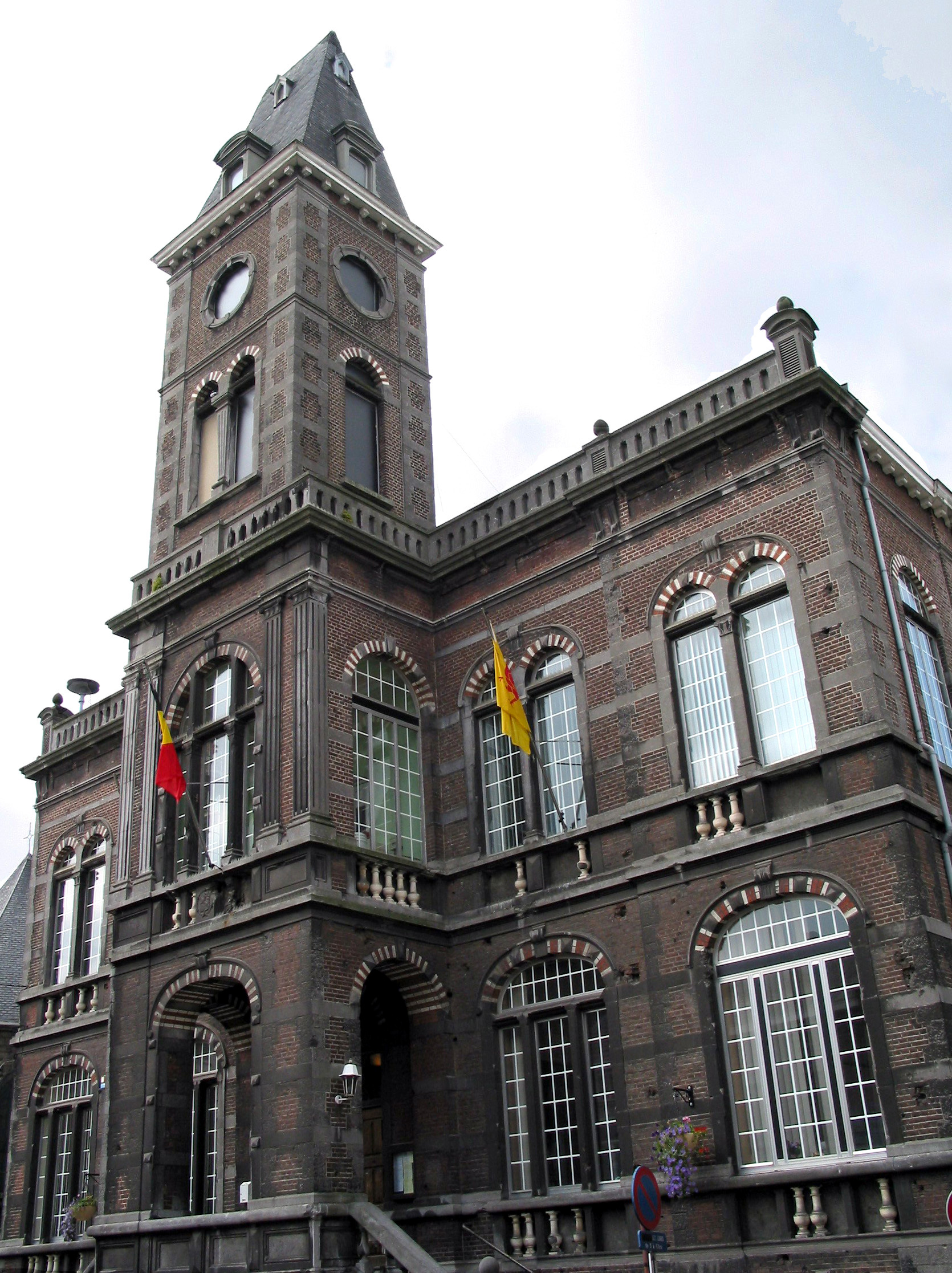
L'ancien hôtel de ville (1904).
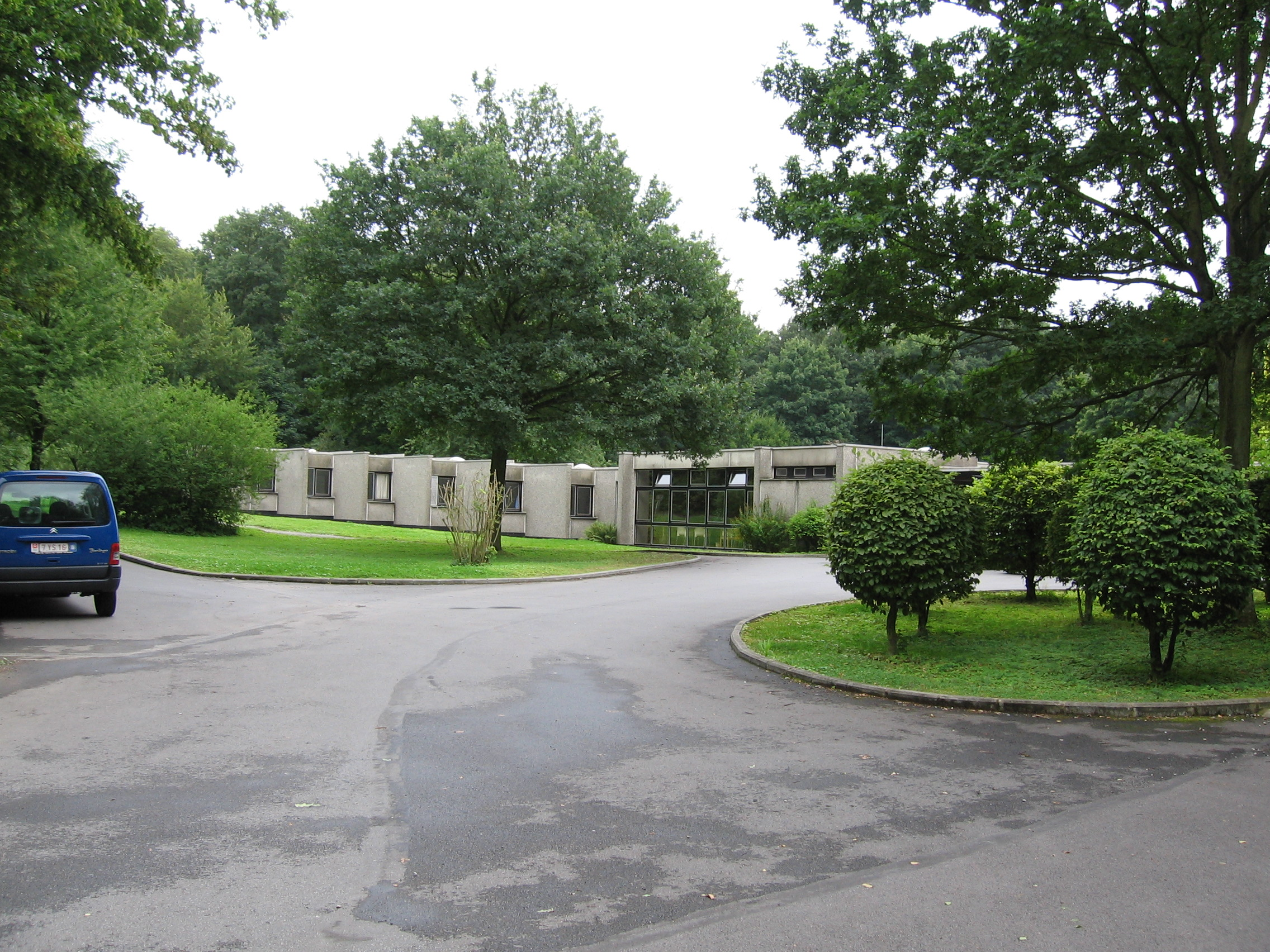
L'abbaye de Soleilmont.

## Économie

### Institut national des radioéléments
L'Institut national des radioéléments (IRE) se trouve à Fleurus. Créée en 1971, cette institution d'utilité publique produit des radio-isotopes à usages médicaux.
Le 11 mars 2006, un travailleur qui intervenait dans une installation de stérilisation par rayonnements ionisants chez Sterigenics à Fleurus, a été irradié par une source de cobalt 60. Cet accident a été classé au niveau 4 de l'Échelle internationale des événements nucléaires.
Le 22 août 2008, une fuite d'iode-131 radioactif s'est produite dans les installations de l'IRE, qui a été critiqué pour sa réaction tardive, le manque d'information au public et une série d'erreurs commises pendant et après cette fuite. Cette fuite a été classée au niveau 3 sur une échelle de gravité qui va jusque 7. Depuis ce jour, des mesures de sécurité supplémentaires sont prises pour éviter tout autre fuite.

### Charbonnages
Fleurus devait en grande partie sa richesse aux mines de charbon installées sur sont territoire depuis le XVIIIe siècle et exploitées dans le hameau du Vieux-Campinaire.
Parmi ces houillères, il y avait :
- Les Houillères Unies du bassin de Charleroi - charbonnage du Marquis. Les sièges N°3, le Marquis et n°4, Saint-Auguste.
- Le charbonnage du Bois communal de Fleurus. Un siège d'exploitation : Sainte-Henriette avec deux puits.
- Le Nord de Gilly. Un siège d'exploitation avec deux puits[87].

### Transports

#### Bus

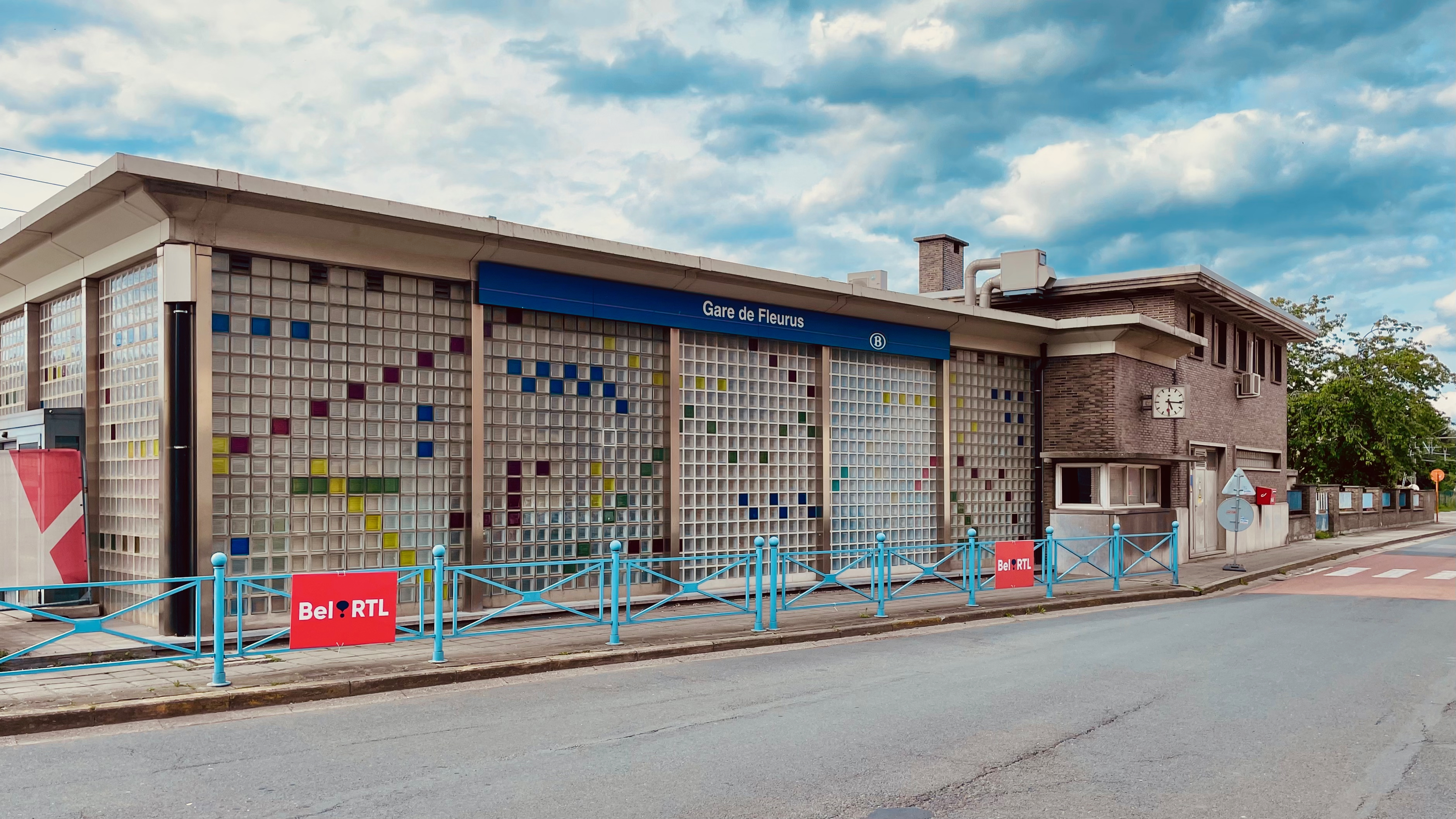
La gare.

| Ligne | Terminus                                      | Jours de service            |
| ----- | --------------------------------------------- | --------------------------- |
| A2    | Fleurus Gare Sncb - Quai A-Charleroi Airport  | Lu, Ma, Me, Je, Sa, Di.     |
| 17    | Châtelineau Place Destrée Châtelet Saint-Roch | Lu, Ma, Me, Je, Ve, Sa.     |
| 67    | Jumet (Madeleine) - Fleurus (Champs Elysées)  | Lu, Ma, Me, Je, Ve, Sa, Di. |
| 163   | Fleurus - Ransart - Gosselies                 | Lu, Ma, Me, Je, Ve.         |
| 710   | Fleurus - Charleroi                           | Lu, Ma, Me, Je, Ve, Sa, Di. |

#### Train
| Ligne | Terminus                    | Jours de service    |
| ----- | --------------------------- | ------------------- |
| S61   | Fleurus - Charleroi-Central | Sa, Di.             |
| IC    | Fleurus - Louvain           | Lu, Ma, Me, Je, Ve. |
| IC    | Ottignies - Fleurus         | Lu, Ma, Me, Je, Ve. |

## Sports et vie associative

### Infrastructures

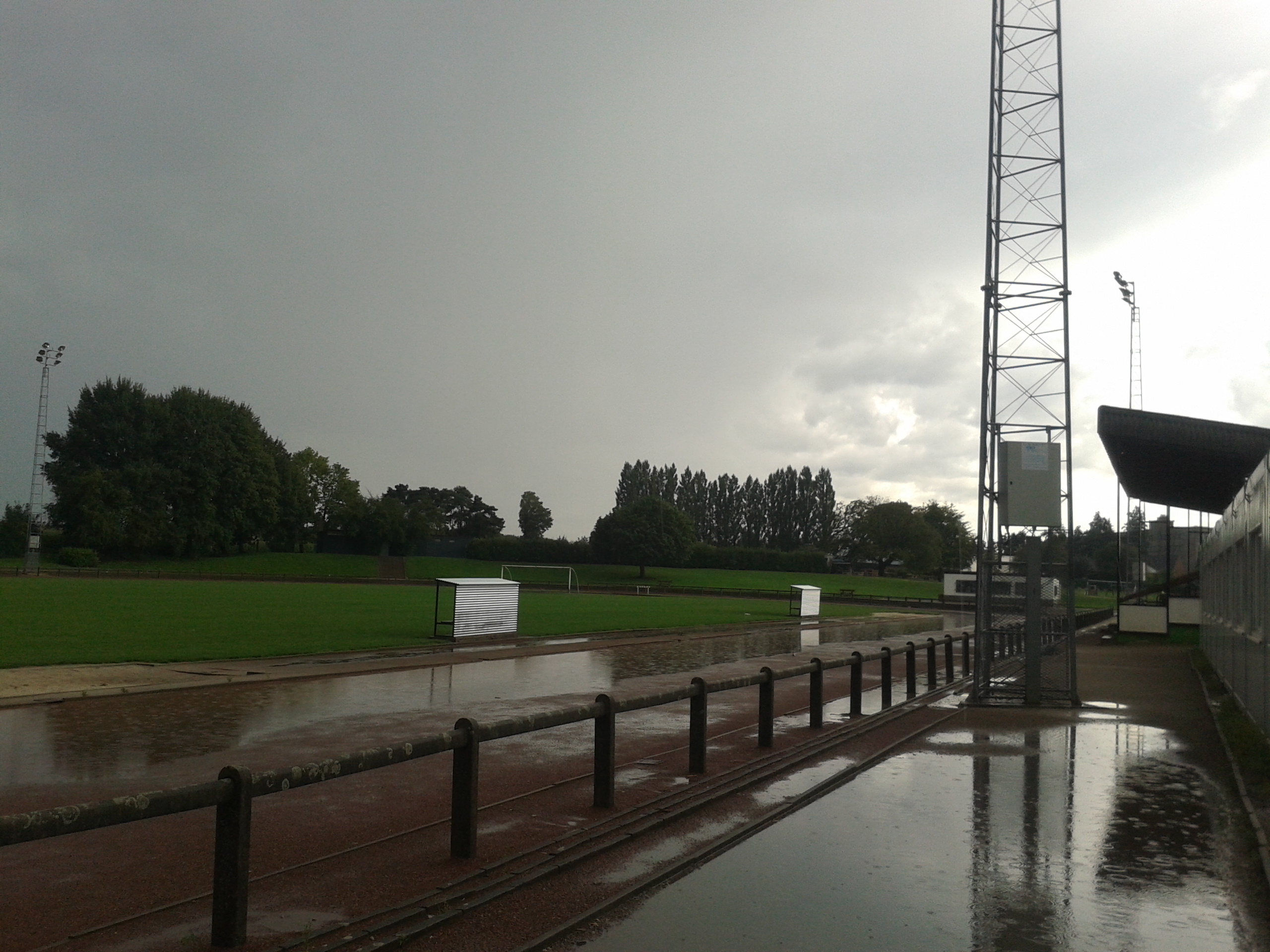
Complexe sportif.

La Ville de Fleurus dispose de plusieurs centres sportifs gérés par une ASBL communale, FleuruSports, dont le président est l'Échevin des Sports. Le principal, la "Plaine des Sports", comporte, outre différents terrains et salles dédiés notamment au football, tennis, athlétisme, arts martiaux ou pétanque, une piscine. Elle accueille par ailleurs un club proposant différents sports pour personnes handicapées : tennis de table, natation, psychomotricité, haltérophilie et water-polo,.

### Evènements sportifs
Course cycliste : Traditionnellement, le GP Albert Fauville est organisé dans la commune de Fleurus au mois de juillet.

## Personnalités
- Jos Grégoire (1900-1976), artiste peintre.

- Émile Balisaux (1827-1891), homme politique né à Fleurus.
- François Giuannotte (1843-1914), architecte.
- Ernest Pasquier (1849-1926), physicien et astronome.
- Jules Lalière (1875-1953), architecte.
- Henri Pétrez (wa) (1886-1967), écrivain wallon.
- Oscar-Paul Gilbert (1898-1972), journaliste, écrivain, scénariste et réalisateur.
- Arthur Grumiaux (1921-1986), violoniste, qui passa une grande partie de son enfance à Fleurus, où il reçut ses premières leçons de musique de son grand-père maternel Joseph Fichefet.
- Bernard Tirtiaux (1951-), écrivain, maître verrier, acteur de théâtre, chanteur.
- François Emmanuel (1952-), écrivain.